# ویلکینسن هایتس (کارولینای جنوبی)
ویلکینسن هایتس(به انگلیسی: Wilkinson Heights) شهری در ایالت کارولینای جنوبی کشور ایالات متحده آمریکا است که جمعیت آن در سرشماری سال ۲۰۱۰ میلادی، ۲٬۴۹۳ نفر بوده‌است.